# Người Bắc Ireland
Người Bắc Ireland là tất cả những người sinh ra ở khu vực Bắc Ireland và có, tại thời điểm sinh ra, ít nhất một cha mẹ là công dân Anh, công dân Ireland hoặc có quyền cư trú ở Bắc Ireland mà không bị hạn chế về thời gian cư trú,
 dưới Hiệp ước Belfast.

## Khảo sát
Năm 1998, Khảo sát về Thời gian và Cuộc sống của Bắc Ireland bắt đầu hỏi những người được hỏi liệu họ có nghĩ mình là người Liên hiệp Anh, Ireland, Ulster hay Bắc Irelans không. Theo khảo sát năm 2018 của loạt bài này, các cá nhân từ Bắc Ireland xác định là:
- Liên hiêp Anh (35%)
- Ireland (28%)
- Bắc Ireland (25%)
- Ulster (2%)
- Khác (9%)

Trong cuộc khảo sát về cuộc sống và thời gian ở Bắc Ireland năm 2007, câu hỏi đã được hỏi, "lần lượt nghĩ về từng bản sắc dân tộc này, bạn cảm thấy bản thân mình mạnh mẽ đến mức nào [Ireland/Liên hiệp Anh/Bắc Ireland/Ulster?]" Các cá nhân trả lời cho từng danh tính như sau:
Bắc Ireland
- Rất mạnh mẽ mẽ 50%
- Rất không mạnh mẽ mẽ 34%
- Không có 15%
- Không biết 0%

Liên hiệp Anh
- Rất mạnh mẽ 37%
- Rất không mạnh mẽ 41%
- Không có 22%
- Không biết 0%

Ireland
- Rất mạnh mẽ 36%
- Rất không mạnh mẽ 41%
- Không có 23%
- Không biết 0%

Ulster
- Rất mạnh mẽ 31%
- Rất không mạnh mẽ 40%
- Không có 28%
- Không biết 1%